# Ranitomeya variabilis
Ranitomeya variabilis es una especie de anfibio anuro de la familia Dendrobatidae.

## Distribución geográfica
Esta especie habita entre los 900 y 1200 m de altitud:
- en Perú en las regiones de Ucayali, San Martín, Loreto y Amazonas;
- en Ecuador en las provincias de Morona-Santiago, Napo, Orellana, Pastaza y Sucumbíos;
- en Colombia en los departamentos de Amazonas, Caquetá, Putumayo y Vaupés;
- en Brasil en el estado de Amazonas.[4]

## Descripción
Ranitomeya variabilis mide hasta 18 mm.

## Publicación original
- Zimmermann & Zimmermann, 1988 : Ethno-Taxonomie und zoogeographische Artengruppenbildung bei Pfeilgiftfröschen (Anura:Dendrobatidae). Salamandra, vol. 24, p. 125–160.[5]